# Акопов, Александр Дмитриевич
Александр Дмитриевич Акопов (род. 18 августа 1970, Москва) — российский живописец, член Творческого Союза Художников России (ТСХР), член Международной Федерации Художников Юнеско.

## Биография
Александр Акопов родился в Москве. В 1981-1988 г. учился в Московской Средней Художественной Школе им. Томского при институте им. Сурикова (МСХШ). В 1996 году окончил Российскую Академию Живописи, Ваяния и Зодчества. Работает в области станковой живописи, графики и монументального искусства.
С 1987 года участник многих выставок. С 1999 года учредитель и генеральный директор (до 2002 года) художественной галереи и товарищества художников «Китоврас», постоянно работавшей в ЦДХ на Крымском валу до 2016 года. В этой галерее ежегодно проводились выставки участников товарищества, каждые 3 месяца менялась экспозиция. Сотрудничал с галереей «Союз Творчество».  Участвовал в крупных международных выставках: 1987 г. ЦДХ «Театр начинается с художника», 1998 «ЦДХ-98 Московский международный салон». Экспонировал произведения в галереях Германии, Австрии, США, Великобритании и Китая. Александр Акопов в 2013 году в ЦДХ участвовал в выставке «Скользящий свет IV»
В 2010 году художник участвовал в реконструкции деревянного дворца Алексея Михайловича с Е.М. Кравцовым (роспись потолка) и с Иваном Глазуновым (интерьеры). 
2014-2015 г. преподаватель живописи в Московском Академическом Художественном училище памяти 1905 года.
С декабря 2019 по 15 янв 2020 г. А. Акопов, В. Худяков и Я. Зяблов в Китайской Народной Республике по официальному приглашению правительства Китая написали две  картины 16.3х6.5м и 8.5х5.5. На одной  изображён водосброс плотины на р. Хуан Хэ, на второй горы Сун-шань с монастырем Шаолинь и другими достопримечательностями. Курировали проект губернатор провинции Хэнань и председатель союза художников Китая.
Александр Акопов работает в жанре пейзажа, натюрморта, портрета, фресковых росписей. Среди созданных им произведений картины «Портрет Раисы Горбачёвой», «На Агоре», «Арарат», «Грек», «Ветер с моря» и другие. В Казани Александром Акоповым совместно с Е.М. Кравцовым были исполнены  фрески в воссоздаваемом Соборе Казанской Иконы Божьей Матери.
В 2013 году художник написал цикл юмористических иллюстраций "О тандеме", который отразился в многочисленных откликах в прессе.
Работы Александра Акопова находятся в собраниях ряда известных музеев и в частных коллекциях, среди них музей РАЖВиЗ, в частных собраниях в России, Украины, Франции, Англии и США. Творчеству Александра Акопова — живописцу посвящён ряд телевизионных передач и статей в российских и зарубежных изданиях. К сожалению, у художника появились имитаторы, пишущие и продающие под его именем картины на тему балета, жанр, в котором художник никогда не работал.

## Галерея

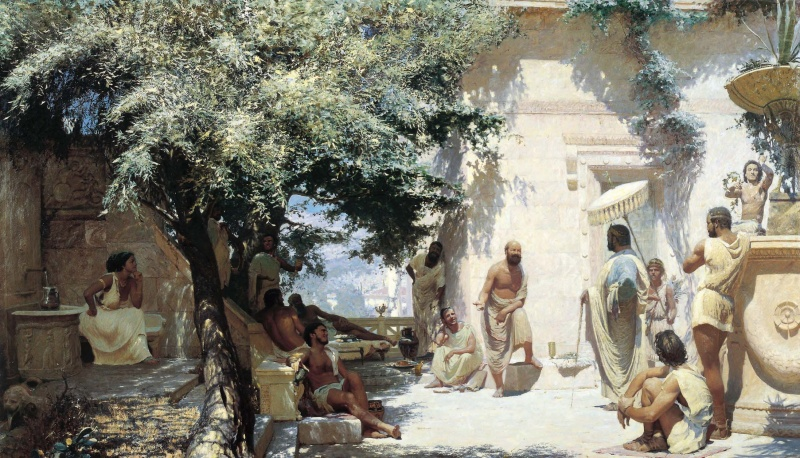
На Агоре
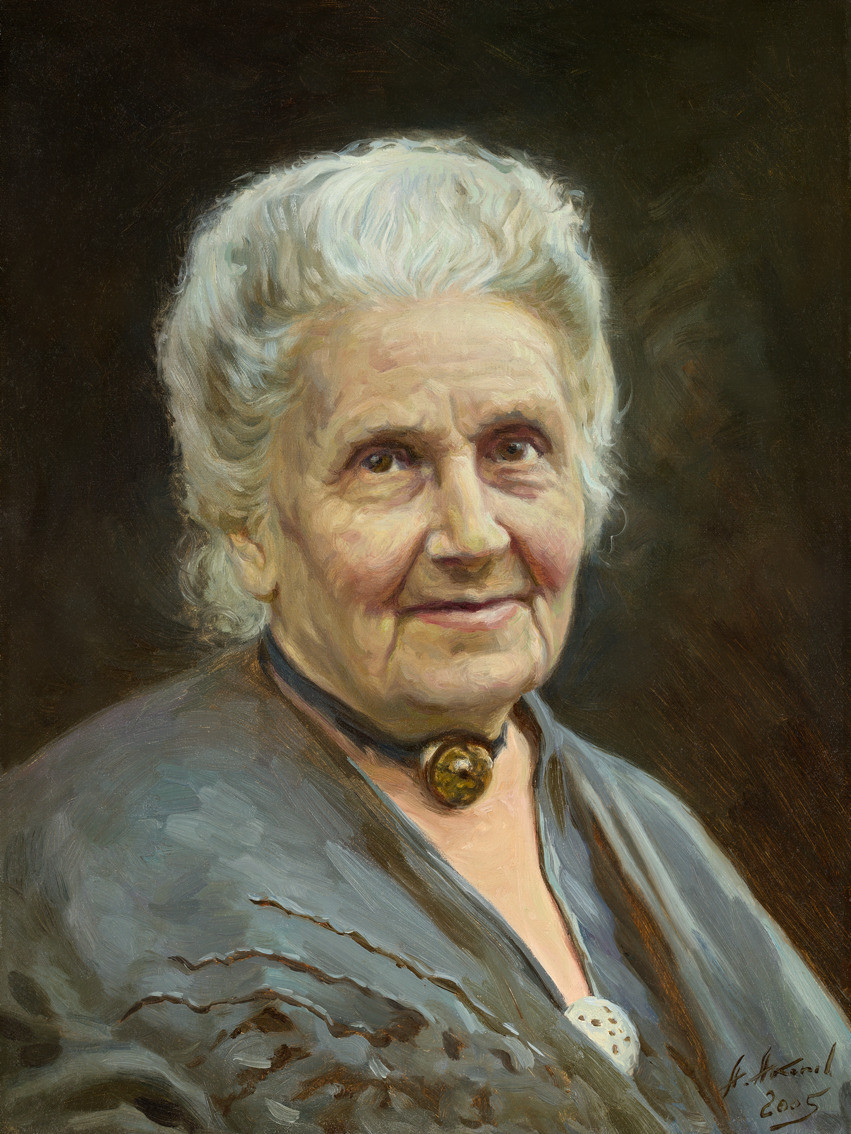
Монтесори
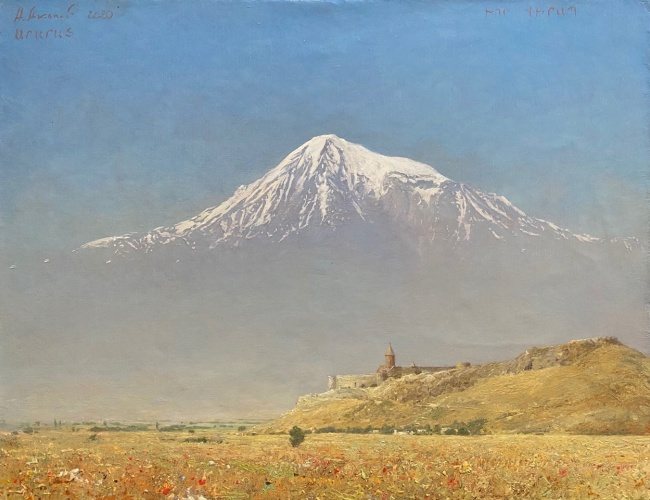
Арарат
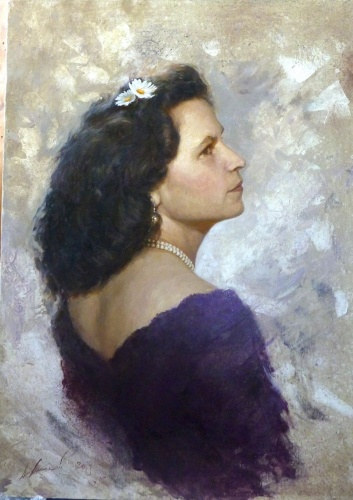
Галина Яковлевна
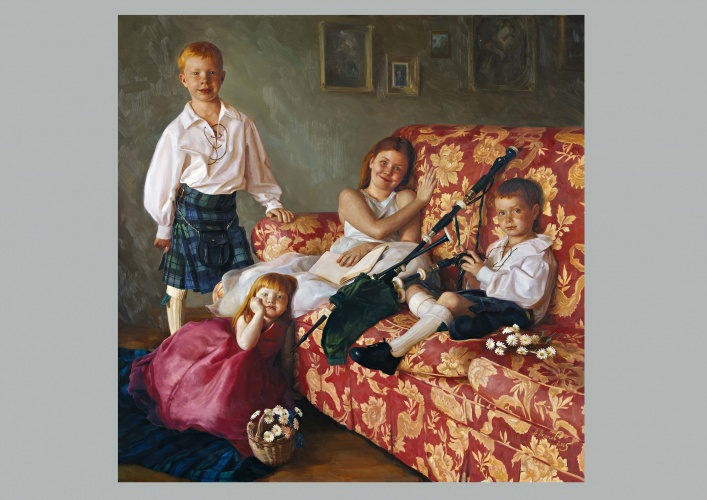
Children Campbell
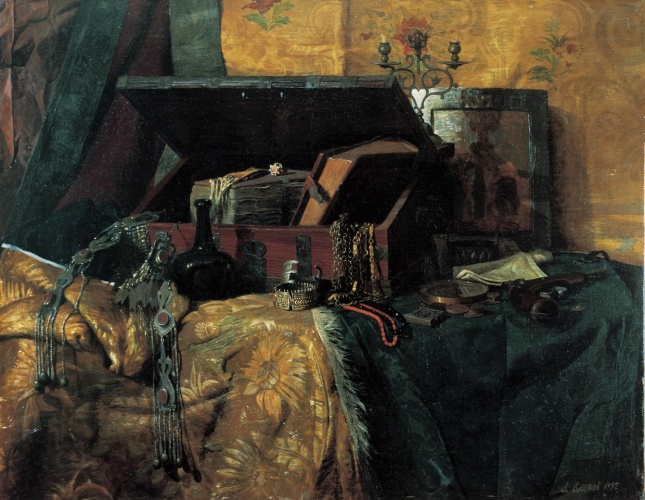
Купеческий натюрморт
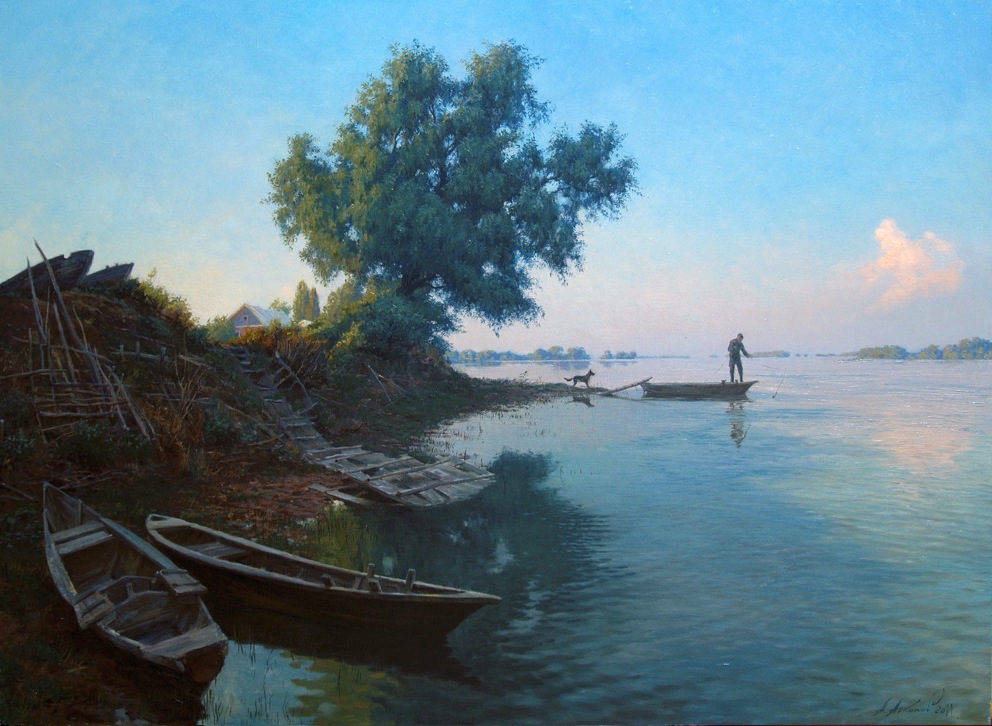
Большая вода. Низовье Волги
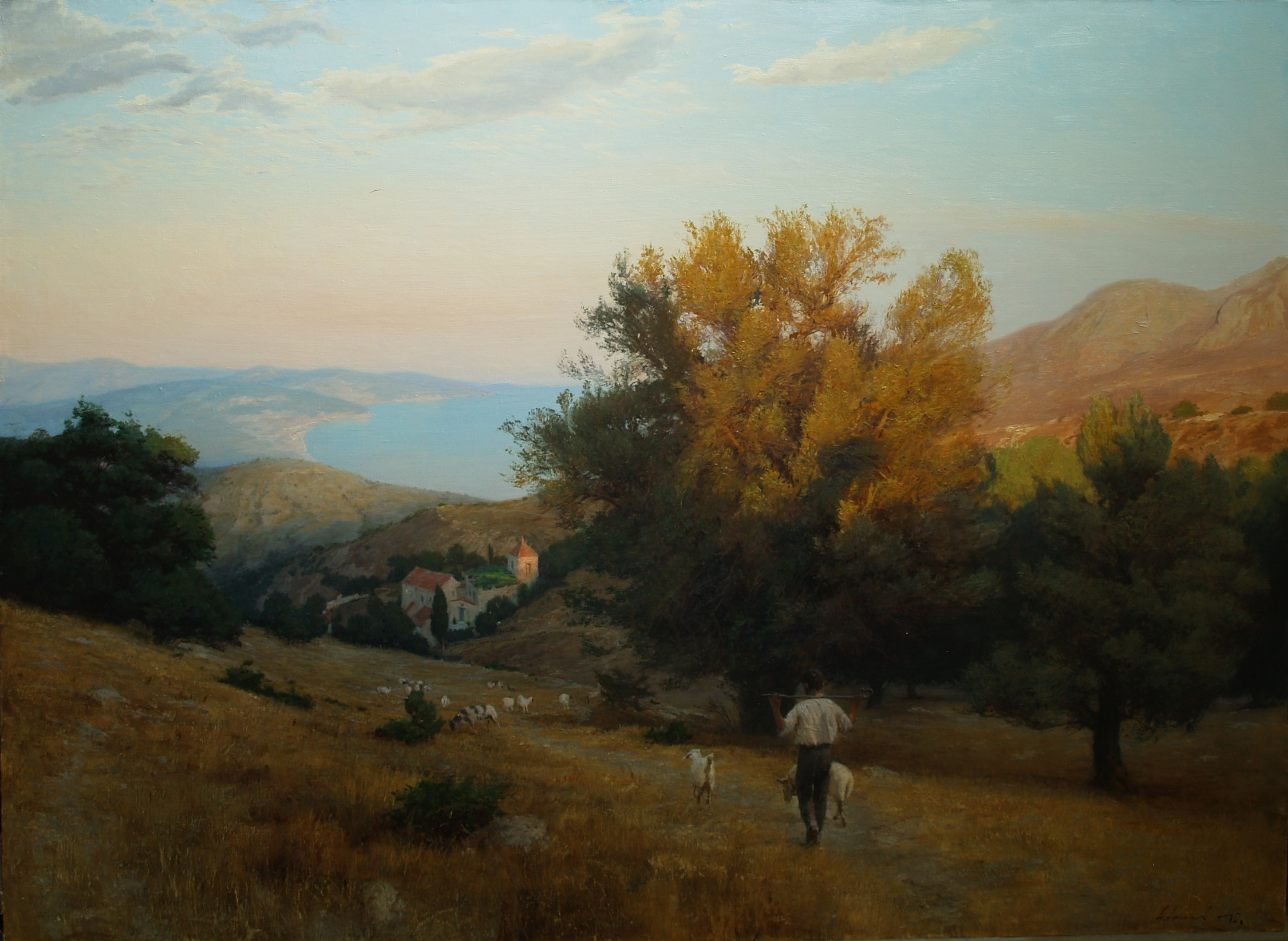
На Крите
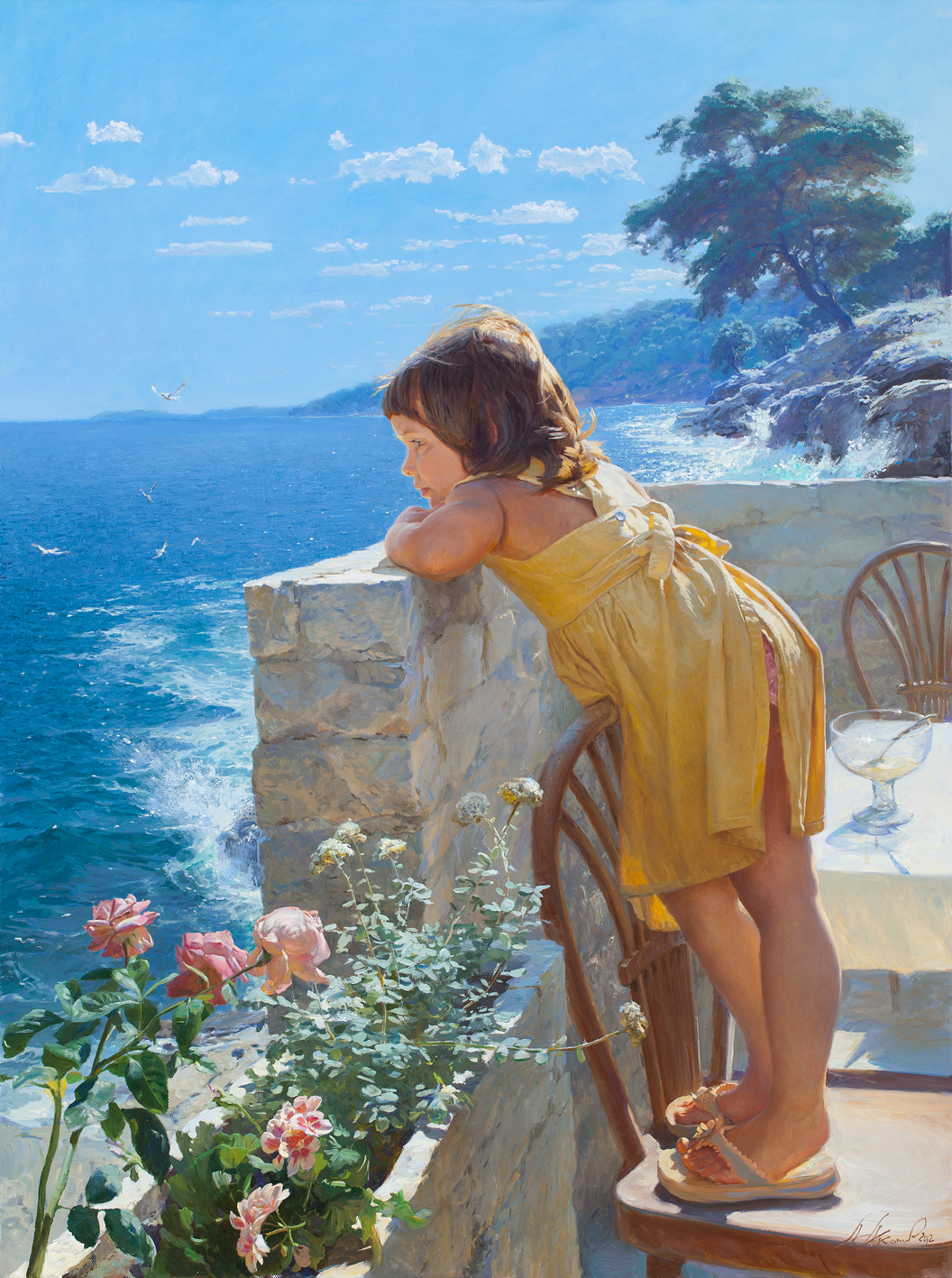
Наталья
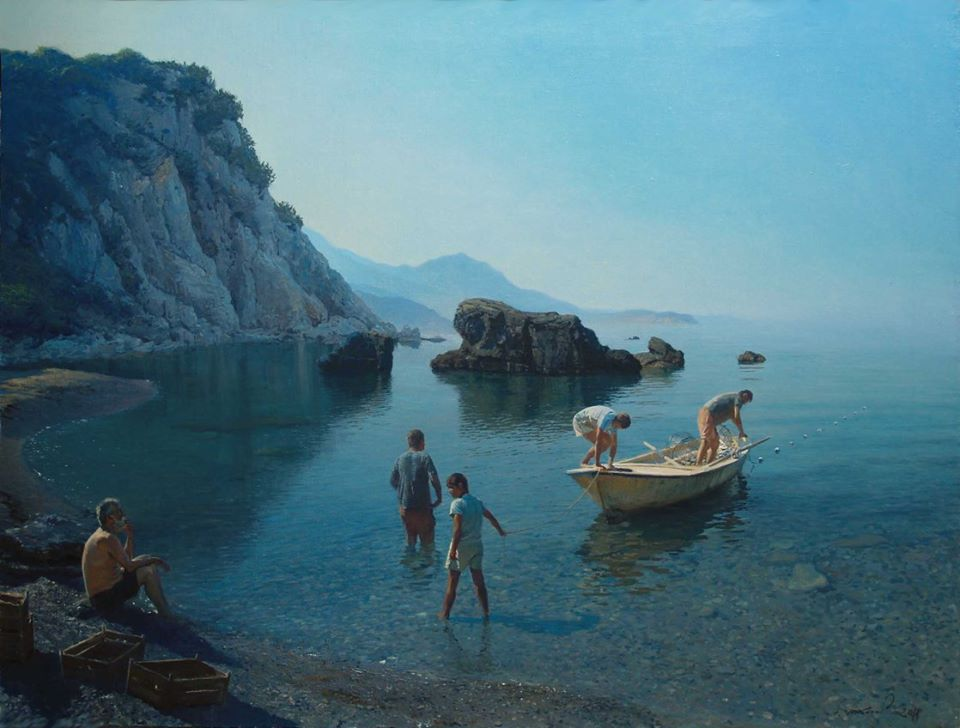
Утро

## Выставки
- 1987 г. ЦДХ «Театр начинается с художника» Центральный дом художника
- 1998 «ЦДХ-98 Московский международный салон» Центральный дом художника
- 1999-2016 ежегодные выставки в собственной галерее «Китаврас»
- 2000-2020 персональные выставки в галереях Германии, Австрии, США, Великобритании и Китая.